# Воскарски занат
Воскарски занат је стари занат који се бави обрадом и прерадом пчелињег воска у циљу производње свећа (познатих као воштанице), воштаних фигура и других предмета. Овај занат има дубоке корене у српској култури и традицији, пре свега због нераскидиве везе са верским животом и православним обичајима. За разлику од мумџијског заната који је користио лој, воскарски занат је користио племенитији и симболички богатији материјал, што му је омогућило да опстане до данашњих дана.

## Историјат
У средњовековној Србији, због високе цене и вредности воска, производња свећа била је привилегија владарских дворова и манастира, где су се свеће користиле за осветљење и верске обреде. Са развојем градова и јачањем трговине у османском периоду, занат постаје све значајнији, а воскари се, попут осталих занатлија, удружују у еснафе који су контролисали производњу и тржиште.
Процват заната наставља се у XIX и почетком XX века, када су воскарске и воскарско-лицидерске радионице постале неизоставан део сваке чаршије. Постојање воскарско-лицидерског еснафа забележено је у Београду још од 1856. године, а у Крагујевцу од 1820. године, што сведочи о њиховом раном организовању и економском значају.

## Материјали и симболика

### Пчелињи восак
Двострука природа пчелињег воска кључна је за разумевање статуса и опстанка овог заната. Као материјал, пчелињи восак поседује идеална својства за израду свећа: гори чистим, светлим пламеном, без дима и непријатних мириса, и има пријатну природну арому.
Међутим, његова права снага лежи у дубокој симболичкој вредности укорењеној у православном хришћанском учењу. Свећа направљена од чистог пчелињег воска сматра се најчистијом и најневинијом жртвом која се приноси Богу. Ова симболика проистиче из веровања да пчеле, као "Божија створења", сакупљају чисти и мирисни сок са цветова, те восак који производе представља суштину чистоте. Стога, молитва верника, праћена пламеном воштанице, треба да потиче из чистог срца и неукаљане душе. Свећа је такође симбол божанске светлости Христовог учења, која разгони таму незнања и греха. Овај огромни "симболички капитал" учинио је воштану свећу незаменљивом у црквеним обредима.

### Парафин
Да би се прилагодили тржишту и понудили јефтиније производе за ширу употребу (нпр. за венчања, крштења, декорацију), воскари су касније почели да користе и парафин за израду белих свећа. Ова способност адаптације, уз очување производње традиционалних воштаница за црквене потребе, била је кључна за опстанак заната.

## Процес израде воштаница
У воскарском занату развиле су се две основне технике израде свећа: потапање (тунковање) и ливење у калупима.
- Потапање (тунковање): Ово је традиционални метод израде танких црквених свећа. Процес укључује металне рамове на које се ручно намотава памучни фитиљ. Ови рамови се затим ритмично потапају у "тунк" – велики суд са растопљеним воском – све док свеће не достигну жељену дебљину. Сам назив технике, "тунковање", немачког је порекла (нем. tunken - умакати), што указује на утицај занатлија из средње Европе на развој технологије у Србији.[7]
- Ливење у калупима: Ова техника се користи за израду већих, украсних или свећа специфичног облика. Растопљени восак или парафин се сипа у калуп у који је претходно постављен фитиљ. Након хлађења, свећа се вади из калупа и додатно обрађује – боји, украшава или лакира.[2]

## Повезаност са другим занатима
Воскарски занат је био део сложеног екосистема заната, а најзначајнија веза постојала је са лицидерским занатом.
- Веза са лицидерима: Ова два заната су се често сматрала једном целином, а мајстори су се називали "воскари-лицидери".[2] Повезаност се темељила на комплементарности у сезонском раду: лети, у време вашара, продавали су се лицидерски производи, док се зими, током верских празника, повећавала потражња за свећама.[8] Такође, и мед и восак су производи пчеларства, што је мајсторима омогућавало да ефикасно користе ресурсе.

## Очување заната данас
Иако је индустријска производња свећа потиснула занатску, воскарски занат је успео да опстане у рудиментарном облику, пре свега захваљујући својој незаменљивој улози у верским обредима Српске православне цркве. Неколико породичних радионица у Србији и данас чува традиционалне вештине израде свећа од чистог пчелињег воска.
Међутим, упркос свом историјском и културном значају, воскарски занат тренутно није уписан у Национални регистар нематеријалног културног наслеђа Србије. Његово очување зависи од ентузијазма и истрајности појединачних породица и од потражње од стране цркве.